# 中华人民共和国军事编制
中华人民共和国军事及中国人民解放军建制内不同部队、机构具有不同级别，一般根据级别确定下属机构级别以及官员职务级别。

## 各级编制

### 中央军委主席
中央军事委员会主席为中央军事委员会的首长，亦是中华人民共和国武装力量最高统帅，定员一人，由非现役军人担任。自1989年起，除个别权力交接时期外，中共中央军委主席由中共中央总书记兼任。自1994年起，明文规定中央军委主席不授军衔。
在权力交接时期，中国共产党中央军事委员会主席和中华人民共和国中央军事委员会主席由不同人士担任，根据党指挥枪原则，以中共中央军委主席为全军统帅。

### 中央军委副主席
中央军事委员会副主席协助中央军委主席工作，人数不定，编制为上将军衔，是解放軍現役將領能擔任的最高軍職，但中央军委副主席并不一定是现役军人，如曾经担任中央军委副主席的邓小平、赵紫阳、杨尚昆、胡锦涛和习近平均不是现役军人。

### 中央军委委员
中央军事委员会委员编制为上将军衔。
军改以前，除中央军委主席、副主席外，其它中央军委委员一般包括以下8个职位：国防部长、总参谋长、总政治部主任、总后勤部部长、总装备部部长、海军司令员、空军司令员、第二炮兵部队司令员（相当于现在的火箭军司令员）。军改以后，新的军委委员由国防部长、联合参谋部参谋长、政治工作部主任、纪委书记组成。战区、军种主官不进入军委。

### 正战区级
2019年12月以后，上将实际上成为正战区职将领的唯一编制军衔。
中央军委机关正战区级职能部门：主官
1. 中央军事委员会联合参谋部：参谋长
2. 中央军事委员会政治工作部：主任
3. 中央军事委员会纪律检查委员会：书记

| 各战区：主官 1. 中国人民解放军东部战区：司令员、政委 2. 中国人民解放军西部战区：司令员、政委 3. 中国人民解放军南部战区：司令员、政委 4. 中国人民解放军北部战区：司令员、政委 5. 中国人民解放军中部战区：司令员、政委 | 各军种：主官 1. 中国人民解放军陆军：司令员、政委 2. 中国人民解放军海军：司令员、政委 3. 中国人民解放军空军：司令员、政委 4. 中国人民解放军火箭军：司令员、政委 5. 中国人民武装警察部队：司令员、政委 |

### 副战区级
從2019年12月起，中將軍衔為副戰區職幹部的唯一編制軍衔。副戰區職幹部滿63歲或任副戰區職滿8年而不能晉升者須退役。
中央军委机关正战区级职能部门、各战区、各军种、武警部队：副职

| 中央军委机关副战区级职能部门：主官 1. 中央军事委员会办公厅：主任 2. 中央军事委员会后勤保障部：部长、政委 3. 中央军事委员会装备发展部：部长、政委（现任主官高配为正战区级） 4. 中央军事委员会训练管理部：部长、政委 5. 中央军事委员会国防动员部：部长、政委 6. 中央军事委员会政法委员会：书记（现任主官高配为正战区级） 7. 中央军事委员会科学技术委员会：主任 | 中央军委副战区级直属单位：主官 1. 中国人民解放军联勤保障部队：司令员、政委 2. 中国人民解放军信息支援部队：司令员、政委（现任政委李伟高配为正战区级） 3. 中国人民解放军军事航天部队：司令员、政委 4. 中国人民解放军网络空间部队：司令员、政委 5. 中国人民解放军国防大学：校长、政委（现任主官高配为正战区级） 6. 中国人民解放军军事科学院：院长、政委（现任院长杨学军高配为正战区级） |

| 各战区机关副战区级职能部门：主官 1. 中国人民解放军东部战区联合参谋部：参谋长 2. 中国人民解放军东部战区政治工作部：主任 3. 中国人民解放军西部战区联合参谋部：参谋长 4. 中国人民解放军西部战区政治工作部：主任 5. 中国人民解放军南部战区联合参谋部：参谋长 6. 中国人民解放军南部战区政治工作部：主任 7. 中国人民解放军北部战区联合参谋部：参谋长 8. 中国人民解放军北部战区政治工作部：主任 9. 中国人民解放军中部战区联合参谋部：参谋长 10. 中国人民解放军中部战区政治工作部：主任 各战区军种：主官 1. 中国人民解放军东部战区陆军：司令员、政委 2. 中国人民解放军东部战区海军：司令员、政委 3. 中国人民解放军东部战区空军：司令员、政委 4. 中国人民解放军西部战区陆军：司令员、政委 5. 中国人民解放军西部战区空军：司令员、政委 6. 中国人民解放军南部战区陆军：司令员、政委 7. 中国人民解放军南部战区海军：司令员、政委 8. 中国人民解放军南部战区空军：司令员、政委 9. 中国人民解放军北部战区陆军：司令员、政委 10. 中国人民解放军北部战区海军：司令员、政委 11. 中国人民解放军北部战区空军：司令员、政委 12. 中国人民解放军中部战区陆军：司令员、政委 13. 中国人民解放军中部战区空军：司令员、政委 | 各军种机关副战区级职能部门：主官 1. 中国人民解放军陆军参谋部：参谋长 2. 中国人民解放军陆军政治工作部：主任 3. 中国人民解放军海军参谋部：参谋长 4. 中国人民解放军海军政治工作部：主任 5. 中国人民解放军空军参谋部：参谋长 6. 中国人民解放军空军政治工作部：主任 7. 中国人民解放军火箭军参谋部：参谋长 8. 中国人民解放军火箭军政治工作部：主任 9. 中国人民武装警察部队参谋部：参谋长 10. 中国人民武装警察部队政治工作部：主任 陆军直属副战区级军区 1. 中国人民解放军新疆军区：司令员、政委 2. 中国人民解放军西藏军区：司令员、政委 |

### 原正大军区级
正大军区级编制首长为上将或中将军衔。
正大军区级单位共17个：總參謀部、總政治部、总后勤部、总装备部、海军、空军、火箭军、七大军区、武警总部、国防大学、军事科学院。

### 原副大军区级
副大军区级编制首长为中将或少将军衔。
副大军区级单位共15个：
- 中央军委（2个）：中央军委办公厅、国防科技大学。
- 总参谋部（1个）：中央警卫局。
- 海军（3个）：海军北海舰队、海军东海舰队、海军南海舰队。
- 空军（7个）：沈阳军区空军、北京军区空军、兰州军区空军、济南军区空军、南京军区空军、 广州军区空军、成都军区空军。
- 兰州军区（1个）：新疆军区。
- 成都军区（1个）：西藏军区。

### 正军级
正军级编制首长为少将军衔，如中国人民解放军驻香港部队司令员彭京堂少将。
| 中央军委机关正军级职能部门（5个）［正军职主官］ 1. 中央军事委员会战略规划办公室［主任］ 2. 中央军事委员会改革和编制办公室［主任］ 3. 中央军事委员会国际军事合作办公室［主任］ 4. 中央军事委员会审计署［审计长］ 5. 中央军事委员会机关事务管理总局［局长、政委］ 中央军委直属正军级单位（1个） 1. 国防科技大学［校长、政委］ | 中央军委机关正战区级职能部门直属正军级单位 1. 中央军委联合参谋部情报局［局长］ 2. 中央军委联合参谋部作战局［局长］ 等等 中央军委机关副战区级职能部门直属正军级单位 - 中央军委国防动员部直属省级军区（28个）［司令员、政委］：河北省军区、山西省军区、内蒙古军区、辽宁省军区、吉林省军区、黑龙江省军区、山东省军区、江苏省军区、安徽省军区、浙江省军区、江西省军区、福建省军区、河南省军区、湖北省军区、湖南省军区、广东省军区、广西军区、海南省军区、陕西省军区、宁夏军区、甘肃省军区、青海省军区、四川省军区、贵州省军区、云南省军区、上海警备区、天津警备区、重庆警备区 - 中國人民解放軍軍事法院［院長］ - 中國人民解放軍軍事檢察院［檢察長］ |

| 陆军正军级单位 - 陆军下属省级军区（2个）［司令员、政委］：北京卫戍区、南疆军区 - 陆军各集团军（13个）［军长、政委］：第71集团军（徐州）、第72集团军（湖州）、第73集团军（厦门）、第74集团军（惠州）、第75集团军（昆明）、第76集团军（西宁）、第77集团军（崇州）、第78集团军（哈尔滨）、第79集团军（辽阳）、第80集团军（潍坊）、第81集团军（张家口）、第82集团军（保定）、第83集团军（新乡） - 中国白城兵器试验中心/第31试验训练基地［主任/司令员、党委书记/政委］ | 火箭军正军级单位 - 第61基地（黄山） - 第62基地（昆明） - 第63基地（怀化） - 第64基地（西宁、兰州） - 第65基地（沈阳） - 第66基地（洛阳） - 第67基地（宝鸡） - 第68基地（洛阳） - 第69基地（银川） |

| 海军正军级单位 - 各战区海军航空兵（3个）［司令员、政委］：东部战区海军航空兵、南部战区海军航空兵、北部战区海军航空兵 | 空军正军级单位 - 空降兵军［军长、政委］ - 空军试验训练基地［司令员、政委］ |

| 军事航天部队正军级单位［正军职主官］ - 航天工程大学［校长、政委］ - 中国空气动力研究与发展中心/第29训练试验基地）［主任/司令员、党委书记/政委］ - 中国太原卫星发射中心 - 中国酒泉卫星发射中心 - 中国西昌卫星发射中心 - 中国西安卫星测控中心 - 中国卫星海上测控部 | 网络空间部队正军级单位［正军职主官］ - 信息工程大学［校长、政委］ |

| 联勤保障部队正军级单位［正军职主官］ - 武汉联勤保障基地［司令员、政委］ - 解放军总医院 [院长、政委] 武警正军级单位：主官 - 武警正军级总队（5个）［司令员、政委］：海警总队、第一机动总队、第二机动总队、北京总队、新疆总队 - 武警正军级院校（2个）：武警指挥学院［院长、政委］、武警工程大学［校长、政委] |

1. 中央军委原直辖正军级单位：
中央军委法制局、解放军审计署（2014年11月6日起）。
2. 原总参谋部下辖正军级单位：
战略规划部、作战部、情报部、技术侦察部、电子对抗雷达部、通信部、军务部、军训部、动员部（国防部兵役办公室）、管理保障部、陆军航空兵部、测绘局、机要局、政治部、办公厅、南京陆军指挥学院、石家庄陆军指挥学院、炮兵指挥学院、工程兵指挥学院、通信指挥学院、炮兵学院、陆军航空兵学院、解放军理工大学、解放军信息工程大学、解放军电子工程学院、解放军外国语学院、解放军国际关系学院、防空指挥学院。
3. 原总政治部下辖正军级单位：
办公厅、干部部、组织部、宣传部、联络部、保卫部、纪律检查部、直属工作部、解放军军事法院、解放军军事检察院、解放军报社、南京政治学院、西安政治学院、解放军艺术学院。
4. 原总后勤部下辖正军级单位：
司令部、政治部、财务部、军需物资油料部、卫生部、军事交通运输部、基建营房部、解放军审计署（2014年11月6日起划归中央军委直辖）、武汉后方基地、后勤学院、后勤工程学院、军事医学科学院、解放军总医院。
5. 原总装备部下辖正军级单位：
综合计划部、军兵种装备部、陆军装备科研订购部、通用装备保障部、电子信息基础部、第20试验训练基地、第21试验训练基地、第23试验训练基地、第25试验训练基地、第26试验训练基地、第27试验训练基地、第29试验训练基地、第31试验训练基地、第32试验训练基地、防化研究院、装备指挥技术学院、装甲兵工程学院。
6. 海军下辖正军级单位：
海军装备研究院、海军指挥学院、海军工程大学、海军试验训练基地、海军北海舰队航空兵、海军东海舰队航空兵、海军南海舰队航空兵。
7. 空军下辖正军级单位：
空军指挥学院、空军工程大学、空降兵第15军、空军装备研究院。
8. 火箭军下辖正军级单位：
第51基地、第52基地、第55基地、第56基地、第22基地、第二炮兵指挥学院、第二炮兵装备研究院。
9. 军事科学院下辖正军级单位：
科研指导部、政治部、院务部、研究生部、战争理论和战略研究部、作战理论和条令研究部、军队建设研究部、世界军事研究部
10. 国防大学下辖正军级单位：
训练部、政治部、校务部、科研部、研究生院、基本系、国防研究系、进修系、防务学院。
11. 原七大军区下辖的省级军区：
沈阳军区：陆军第16、39、40集团军、辽宁、吉林、黑龙江省军区。
北京军区：陆军第27、38、65集团军、北京卫戍区、天津警备区、河北、山西省军区、内蒙古军区、机械化步兵学院。
兰州军区：陆军第21、47集团军、甘肃、陕西、宁夏、青海省军区、南疆军区。
济南军区：陆军第20、26、54集团军、山东、河南省军区。
南京军区：陆军第1、12、31集团军、上海警备区、江苏、浙江、安徽、福建、江西省军区。
广州军区：陆军第41、42集团军、湖北、湖南、广东、广西、海南省军区、驻香港部队。
成都军区：陆军第13、14集团军、重庆警备区、四川、云南、贵州省军区。
12. 武警部队：
公安部边防管理局、公安部消防局、公安部警卫局、武警水电、交通、黄金、森林指挥部、武警指挥学院、武警工程学院、武警学院、武警北京市总队、武警新疆总队。

### 副军级
副军级编制首长为少将军衔。例如：
- 南部战区驻澳门部队司令员長江少將
- 海军山东舰航母编队司令员张峥海军少将
- 军事航天部队航天员大队大队长景海鹏专业技术少将

副军级干部转业地方后，一般按厅局级正职安排工作，括注“中管正局级”字样。
| 中级军事法院（7）［院长］ 1. 中国人民解放军东部战区军事法院 2. 中国人民解放军南部战区军事法院 3. 中国人民解放军西部战区第一军事法院 4. 中国人民解放军西部战区第二军事法院 5. 中国人民解放军北部战区军事法院 6. 中国人民解放军中部战区军事法院 7. 中国人民解放军总直属军事法院 | 大单位军事检察院（7）［检察长］ 1. 中国人民解放军东部战区军事检察院 2. 中国人民解放军南部战区军事检察院 3. 中国人民解放军西部战区第一军事检察院 4. 中国人民解放军西部战区第二军事检察院 5. 中国人民解放军北部战区军事检察院 6. 中国人民解放军中部战区军事检察院 7. 中国人民解放军总直属军事检察院 |

陆军副军级单位［副军职主官］
- 新疆生产建设兵团军事部［部长、政委］
- 陆军副军级院校［院长、政委］：陆军步兵学院、陆军炮兵防空兵学院、陆军特种作战学院

| 海军副军级单位［副军职主官］ - 航母编队（2）［司令员、政委］：辽宁舰航母编队（91181部队）、山东舰航母编队（91910部队） | 空军副军级单位［副军职主官］ - 空军基地（12）［司令员、政委］：上海基地、福州基地、南宁基地、昆明基地、拉萨基地、兰州基地、乌鲁木齐基地、大连基地、济南基地、大同基地、武汉基地 |

| 军事航天部队副军级单位［副军职主官］ - 航天员大队［大队长聂海胜少将、政委］ - 航天侦察局［局长、政委］ 网络空间部队副军级单位［副军职主官］ | 中国人民解放军联勤保障部队副军级单位［副军职主官］ - 驻各战区联勤保障中心（5）［主任、政委］：无锡联勤保障中心、桂林联勤保障中心、西宁联勤保障中心、沈阳联勤保障中心、郑州联勤保障中心 |

武警副军级单位［副军职主官］
- 武警副军级內卫总队（30）［司令员、政委］：天津、河北、山西、陕西、内蒙古、辽宁、吉林、黑龙江、上海、江苏、安徽、浙江、福建、江西、山东、河南、湖北、湖南、广东、广西、海南、重庆、四川、贵州、云南、西藏、甘肃、青海、宁夏、兵团总队
- 海警海区指挥部（3）： 东海海区指挥部、南海海区指挥部、北海海区指挥部
- 武警副军级院校：特警学院、后勤学院、海警学院

1. 总参谋部：通信指挥学院、防化学院
2. 总后勤部：第二军医大学、第三军医大学、第四军医大学、军事经济学院、军事交通学院
3. 总装备部：军械工程学院
4. 海军：海军大连舰艇学院、海军航空工程学院、海军兵种指挥学院、海军潜艇学院
5. 空军：徐州空军学院、桂林空军学院、空军航空大学、空军雷达学院
6. 火箭军：二炮工程学院、第53基地、第54基地
7. 国防科技大学：训练部、政治部、科研部、校务部、计算机学院、电子科学与工程学院
8. 广州军区：驻澳门部队
9. 兰州军区：新疆生产建设兵团军事部
10. 武警部队：武警医学院、武警特警学院、公安海警高等专科学校、武警政治学院、30个省（区、市）总队（其中武警西藏总队级别仍为副军级，但主官高配为正军职待遇）、武警新疆生产建设兵团总队

### 正师级
正师职军官为大校军衔。
师、军分区、大城市的警备区、各总部的二级部下设局或处、大军区级单位的二级部、正军级单位的后勤部和装备部、副军级单位的司令部和政治部等一般为正师级编制。
| 海军正师级单位 - 海军航空兵师（9）［师长、政委］：海航1师至海航9师 - 舰载航空兵部队联队（2）［联队长、政委］：舰航第1联队、舰航第2联队 - 航空母舰（2）［舰长、政委］：辽宁舰、山东舰 - 舰艇支队［支队长、政委］：各驱逐舰支队、各护卫舰支队、各潜艇支队 - 水警区［司令员、政委］：西沙水警区、南沙水警区 - 海军军医大学附属医疗机构：上海长海医院、上海长征医院、东方肝胆外科医院、海军特色医学中心（？） | 空军正师级单位 - 空军航空兵师（?）［师长、政委］：空1师至空34师（专机师） |

### 副师级
- 有时称正旅级。
- 副师职为大校军衔。
- 副大军区级单位的各部下设处、副军级单位的后勤部和装备部、正师级单位的司令部和政治部等一般为副师级编制。

例如：
- 陆军西藏军区山地合成第五十二旅

部分被授予荣誉称号的副师级单位
- 临汾旅（原晋冀鲁豫军区第23旅，陆军第71集团军合成第179旅）

### 正团级
有时称副旅级。
正团级编制首长为上校或中校军衔。例如：陆军南疆军区边防第363团“卫国戍边英雄团长”祁发宝上校。
团、各总部二级部的下设局的下设处、大军区级单位的二级部的下设处、正军级单位的各部下设处、正师级单位后勤部和装备部、副师级单位司令部和政治部等一般为正团级编制。
被授予荣誉称号的正团级单位
- 海空雄鹰团（海军航空兵第四师第十团）

### 副团级
副团级编制首长为中校或少校军衔。

### 正营级
正营级编制首长为中校或少校军衔。例如：陆军南疆军区边防第363团机步营营长“卫国戍边英雄”陈红军少校。

### 副营级
副营级编制首长为少校或上尉军衔。

### 正连级
正连级编制首长为上尉或中尉军衔。
部分被授予荣誉称号的正连级单位
- 南京路上好八连（原上海警备区警备团3营8连，现72集团军某特战连）
- 硬骨头六连
- 南海前哨钢八连
- 为人民战胜烈火的英雄连

### 副连级
副连级编制首长为中尉或上尉军衔。

### 排级
排级编制首长为少尉或中尉军衔。